# Serie A 1967-1968 (pallacanestro femminile)
Il campionato di Serie A di pallacanestro femminile 1967-1968 è stato il trentasettesimo organizzato in Italia.
La formula rimane invariata: le dieci squadre di Serie A si affrontano in partite di andata e ritorno; la prima classificata vince lo scudetto, le ultime due retrocedono in Serie B. Il Recoaro Vicenza vince il suo quarto scudetto consecutivo, giungendo davanti a Standa Milano e Geas Sesto San Giovanni.

## Classifica
|  |     | Classifica finale 1967-1968 | Pt | G  | V  | P  | PtF  | PtS  |
|  | --- | --------------------------- | -- | -- | -- | -- | ---- | ---- |
|  | 1.  | Recoaro Vicenza             | 36 | 18 | 18 | 0  | 1232 | 701  |
|  | 2.  | Standa Milano               | 30 | 18 | 15 | 3  | 1058 | 743  |
|  | 3.  | Geas Sesto San Giovanni     | 24 | 18 | 12 | 6  | 837  | 650  |
|  | 4.  | Lamborghini Bologna         | 22 | 18 | 11 | 7  | 775  | 704  |
|  | 5.  | Fiat Torino                 | 18 | 18 | 9  | 9  | 817  | 875  |
|  | 6.  | Lanco Torino                | 16 | 18 | 6  | 10 | 748  | 898  |
|  | 7.  | Fiamma Roma                 | 10 | 18 | 5  | 13 | 727  | 1007 |
|  | 8.  | Ginnastica Triestina        | 10 | 18 | 5  | 13 | 804  | 896  |
|  | 9.  | Standa Ferrara              | 8  | 18 | 4  | 13 | 675  | 884  |
|  | 10. | Ultravox Fari Brescia       | 6  | 18 | 3  | 15 | 661  | 976  |

## Verdetti
- A.S. Recoaro Vicenza campione d'Italia 1967-1968: Luigina Agostinelli, Lella Battistella, Bortolotto, Faggionato, Marisa Gentilin, Nidia Pausich, Nicoletta Persi, Verdi, Carmen Zandonadi. Allenatore: Zigo Vasojevic.
- Standa Ferrara e Ultravox Fari Brescia retrocedono in Serie B.